# Banjarsari (Grabag)
Banjarsari is een bestuurslaag in het regentschap Magelang van de provincie Midden-Java, Indonesië. Banjarsari telt 2328 inwoners (volkstelling 2010).